# Presión de poros de agua
Presión de poros de agua se refiere a la presión que ejerce el agua subterránea atrapada en el suelo o en la roca, en huecos situados entre el agregado llamados poros. La presión de los poros de agua por debajo del nivel freático se mide por piezómetros. Generalmente la presión vertical se puede asumir distribuida de forma parecida a la presión hidrostática.
La presión de poros de agua es fundamental en el cálculo del estado de tensiones del suelo, mediante la expresión de Terzaghi para la tensión efectiva.

## Implicaciones de la presión del agua en suelos
Los efectos de flotabilidad de agua tienen un importante efecto en ciertas propiedades del suelo como la tensión efectiva presente en cualquier punto en un suelo medio. Consideremos un punto arbitrario 5 metros por debajo de la superficie del suelo. En un suelo seco, las partículas estarían sometidas a una tensión total a la profundidad a la que se encuentran multiplicada por el peso específico de suelo. Sin embargo, cuando el nivel freático cae en esos 5 metros, la presión entre partículas decrece tanto como la presión ejercida por el agua, que está multiplicada por el peso propio del agua y por la altura del nivel freático medida desde el punto. La diferencia entre presión total y presión de agua se le denomina tensión efectiva:
{\displaystyle \sigma '=\sigma -u\,}
Habitualmente, para ejemplos simples
{\displaystyle {\begin{aligned}\sigma &=H_{suelo}\gamma _{suelo}\\u&=H_{w}\gamma _{w}\end{aligned}}}
u en este caso sería la presión de poros de agua.
- Datos: Q2914346